# 勒沙朗日
勒沙朗日（法語：Le Chalange，法語發音：[lə ʃalɑ̃ʒ] ⓘ）是法国奥恩省的一个市镇，位于该省中南部偏东，属于阿朗松区。

## 地理
勒沙朗日（48°35'36"N, 0°18'48"E）面积6.27 平方千米，位于法国诺曼底大区奧恩省，该省份为法国西北部内陆省份，北起顺时针与卡爾瓦多斯省、厄尔省、厄尔-卢瓦省、萨尔特省、马耶讷省和芒什省接壤。
与勒沙朗日接壤的市镇（或旧市镇、城区）包括：加普雷、勒梅尼勒吉永、蒙舍夫雷勒、旧圣日耳曼、特雷蒙。

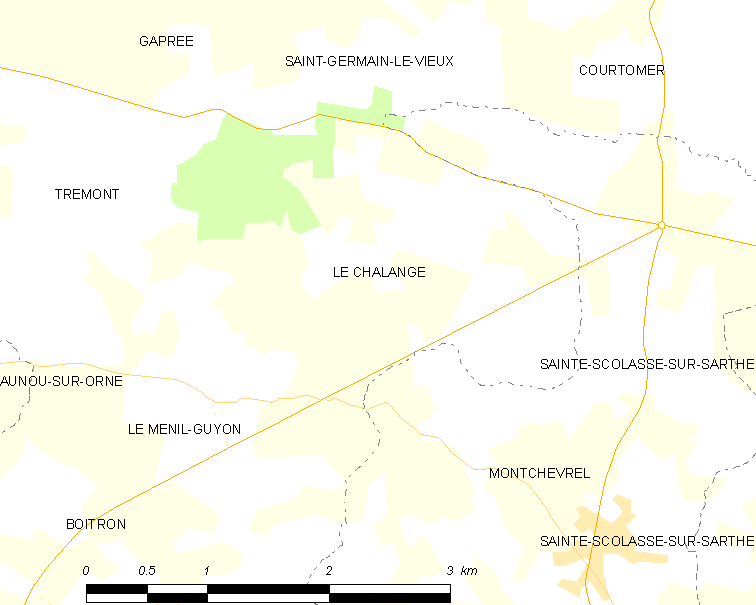
勒沙朗日的OSM定位图

勒沙朗日的时区为UTC+01:00、UTC+02:00（夏令时）。

## 行政
勒沙朗日的邮政编码为61390，INSEE市镇编码为61082。

## 政治
勒沙朗日所属的省级选区为埃库沃县。

## 人口

1962-2008年间勒沙朗日人口变化图示

勒沙朗日于2022年1月1日时的人口数量为84人。